# جولي جنسن
جولي جنسن (بالنرويجية البوكمول: Julie Jensen)‏ هي متزحلقة حرة نرويجية، ولدت في 15 مارس 1990.

## وصلات خارجية
- جولي جنسن على موقع الاتحاد الدولي للتزلج (التزلج على المنحدرات الثلجية) (الإنجليزية)
- جولي جنسن على موقع أوليمبيديا (الإنجليزية)